# Arasinakere, Mysore
Arasinakere là một làng thuộc tehsil Mysore, huyện Mysore, bang Karnataka, Ấn Độ.